# All Good Things (Come to an End)
"All Good Things (Come to an End)" là một bài hát của nghệ sĩ thu âm người Canada Nelly Furtado nằm trong album phòng thu thứ ba của cô, Loose (2006). Nó được phát hành vào ngày 17 tháng 11 năm 2006 như là đĩa đơn thứ ba trích từ album ở châu Âu và thứ tư ở Bắc Mỹ bởi Geffen Records và Mosley Music Group. Bài hát được đồng viết lời bởi Furtado, Chris Martin với những nhà sản xuất nó Timbaland và Danja, những người cũng tham gia công đoạn sản xuất cho hầu hết những tác phẩm từ Loose, bên cạnh sự tham gia đồng sản xuất từ Jim Beanz. Ngoài việc tham gia đồng viết lời, Martin cũng tham gia hòa âm xuyên suốt bài hát và góp giọng vào đoạn điệp khúc bên cạnh Furtado. "All Good Things (Come to an End)" là một bản folk pop ballad mang nội dung đề cập đến việc một cô gái luôn sống trong ảo mộng phải chấp nhận thực tế rằng cuộc sống luôn có nhiều khó khăn, và cô hỏi người yêu của mình rằng tại sao mọi điều tốt đẹp thường kết thúc sớm.
Sau khi phát hành, "All Good Things (Come to an End)" nhận được những phản ứng tích cực từ các nhà phê bình âm nhạc, trong đó họ đánh giá cao giai điệu cảm xúc và thường so sánh nó như là một sự hồi tưởng đến những tác phẩm trước đây của Furtado. Ngoài ra, bài hát còn gặt hái nhiều giải thưởng và để cử tại những lễ trao giải lớn, bao gồm một đề cử tại giải Âm nhạc châu Âu của MTV năm 2007 cho Bài hát gây nghiện nhất. "All Good Things (Come to an End)" cũng tiếp nhận những thành công vượt trội về mặt thương mại, đứng đầu các bảng xếp hạng ở Áo, Đan Mạch, Đức, Hungary, Ý, Hà Lan, Na Uy, Ba Lan và Thụy Sĩ, đồng thời lọt vào top 10 ở hầu hết những quốc gia bài hát xuất hiện, bao gồm vươn đến top 5 ở những thị trường lớn như Bỉ, Canada, Thụy Điển và Vương quốc Anh. Tuy nhiên, nó chỉ đạt vị trí thứ 86 trên bảng xếp hạng Billboard Hot 100, trở thành đĩa đơn thứ năm của Furtado lọt vào bảng xếp hạng tại đây và là thị trường đạt thứ hạng thấp nhất của bài hát trên toàn cầu.
Video ca nhạc cho "All Good Things (Come to an End)" được đồng đạo diễn bởi Gabriel Coss và Israel Lugo, trong đó tập trung khai thác câu chuyện tình yêu giữa Furtado và một người mẫu nam, xen kẽ với những cảnh nữ ca sĩ đi dọc trên bãi biển vào một khu rừng, nơi cô tìm thấy một bàn ăn treo ngược từ trên cây. Nó đã liên tục nhận được nhiều lượt yêu cầu phát sóng trên những kênh truyền hình âm nhạc như MTV và VH1, và cùng với những video cho những đĩa đơn khác từ Loose giúp nữ ca sĩ nhận được một đề cử tại giải Video âm nhạc của MTV năm 2007 ở hạng mục Nữ nghệ sĩ của năm. Để quảng bá bài hát, Furtado đã trình diễn "All Good Things (Come to an End)" trên nhiều chương trình truyền hình và lễ trao giải lớn, bao gồm Dancing with the Stars, Late Night with Conan O'Brien, The Paul O'Grady Show, The Tonight Show with Jay Leno, Top of the Pops, giải Bambi năm 2006 và giải thưởng Âm nhạc Thế giới năm 2006, cũng như trong nhiều chuyến lưu diễn của cô.

## Danh sách bài hát
- Đĩa CD tại châu Âu[1]

1. "All Good Things (Come to an End)" (radio chỉnh sửa) — 4:23
2. "Maneater" (Radio 1 Live Lounge Session) — 3:01

- Đĩa CD maxi tại châu Âu[2]

1. "All Good Things (Come to an End)" (radio chỉnh sửa) — 4:23
2. "All Good Things (Come to an End)" (hợp tác với Rea Garvey từ Reamonn) — 3:56
3. "Maneater" (Radio 1 Live Lounge Session) — 3:01
4. "All Good Things (Come to an End)" (video ca nhạc) — 3:48

## Xếp hạng
| Bảng xếp hạng (2006-07)             | Vị trí cao nhất |
| ----------------------------------- | --------------- |
| Úc (ARIA)                           | 12              |
| Áo (Ö3 Austria Top 40)              | 1               |
| Bỉ (Ultratop 50 Flanders)           | 1               |
| Bỉ (Ultratop 50 Wallonia)           | 4               |
| Cộng hòa Séc (Rádio Top 100)        | 1               |
| Đan Mạch (Tracklisten)              | 1               |
| Châu Âu (European Hot 100 Singles)  | 1               |
| Pháp (SNEP)                         | 6               |
| Đức (Official German Charts)        | 1               |
| Hungary (Rádiós Top 40)             | 1               |
| Ireland (IRMA)                      | 8               |
| Ý (FIMI)                            | 1               |
| Hà Lan (Dutch Top 40)               | 1               |
| Hà Lan (Single Top 100)             | 1               |
| New Zealand (Recorded Music NZ)     | 12              |
| Na Uy (VG-lista)                    | 1               |
| Ba Lan (Polish Airplay Top 20)      | 1               |
| Scotland (OCC)                      | 4               |
| Slovakia (Rádio Top 100)            | 1               |
| Thụy Điển (Sverigetopplistan)       | 5               |
| Thụy Sĩ (Schweizer Hitparade)       | 1               |
| Anh Quốc (OCC)                      | 4               |
| Hoa Kỳ Billboard Hot 100            | 86              |
| Hoa Kỳ Dance Club Songs (Billboard) | 1               |

| Bảng xếp hạng (2006)                 | Vị trí |
| ------------------------------------ | ------ |
| Switzerland (Schweizer Hitparade)    | 28     |
| Netherlands (Dutch Top 40)           | 132    |
| UK Singles (Official Charts Company) | 120    |
| Bảng xếp hạng (2007)                 | Vị trí |
| Australia (ARIA)                     | 50     |
| Australia Urban (ARIA)               | 8      |
| Austria (Ö3 Austria Top 40)          | 5      |
| Belgium (Ultratop 50 Flanders)       | 8      |
| Belgium (Ultratop 40 Wallonia)       | 13     |
| Denmark (Tracklisten)                | 4      |
| Europe (European Hot 100 Singles)    | 3      |
| France (SNEP)                        | 31     |
| Germany (Official German Charts)     | 2      |
| Hungary (Rádiós Top 40)              | 1      |
| Italy (FIMI)                         | 83     |
| Netherlands (Dutch Top 40)           | 12     |
| Netherlands (Single Top 100)         | 9      |
| Romania (Romanian Top 100)           | 33     |
| Sweden (Sverigetopplistan)           | 42     |
| Switzerland (Schweizer Hitparade)    | 4      |
| UK Singles (Official Charts Company) | 115    |
| US Hot Dance Club Songs (Billboard)  | 46     |

| Bảng xếp hạng (2000-09)          | Vị trí |
| -------------------------------- | ------ |
| Germany (Official German Charts) | 15     |
| Netherlands (Dutch Top 40)       | 69     |

## Chứng nhận
| Quốc gia                                  | Chứng nhận  | Số đơn vị/doanh số chứng nhận |
| ----------------------------------------- | ----------- | ----------------------------- |
| Úc (ARIA)                                 | Bạch kim    | 70.000^                       |
| Bỉ (BEA)                                  | Vàng        | 0*                            |
| Đan Mạch (IFPI Đan Mạch)                  | Vàng        | 7.500^                        |
| Pháp (SNEP)                               | —           | 62,200                        |
| Đức (BVMI)                                | 2× Bạch kim | 1.000.000‡                    |
| Na Uy (IFPI)                              | Vàng        | 5.000*                        |
| Thụy Điển (GLF)                           | Vàng        | 10.000^                       |
| Thụy Sĩ (IFPI)                            | Bạch kim    | 30.000^                       |
| Anh Quốc (BPI)                            | Bạc         | 200.000^                      |
| ^ Chứng nhận dựa theo doanh số nhập hàng. |             |                               |